# Scaphanocephalus expansa
Scaphanocephalus expansa är en plattmaskart. Scaphanocephalus expansa ingår i släktet Scaphanocephalus och familjen Heterophyidae. Inga underarter finns listade i Catalogue of Life.